# Petroupec
Petroupec (Duits: Petraupitz) is een Tsjechische plaats in de gemeente Petroupim, regio Midden-Bohemen, en maakt deel uit van het district Benešov. Het dorp ligt vastgegroeid aan Petroupim.
Petroupec telt 42 inwoners (2021).

## Geschiedenis
De eerste schriftelijke vermelding van het dorp dateert van 1318.
Sinds 1960 is Petroupec volledig ondergebracht bij het district Benešov.

## Verkeer en vervoer

### Autowegen
Er leidt een regionale weg naar het dorp.

### Spoorlijnen
Er is geen station in Petroupec. Het dichtstbijzijnde station is in Benešov, op zo'n acht kilometer afstand. Dat station ligt aan de spoorlijn Praag - Benešov - Vlašim - Trhový Štěpánov.

### Buslijnen
Er is één bushalte in het dorp:
| Halte                 | Lijn(en) | Traject(en)                 | Vervoerder(s) |
| --------------------- | -------- | --------------------------- | ------------- |
| Pertroupim, Petroupec | 770      | Benešov - Uhlířské Janovice | CŠAD Benešov  |

## Galerij

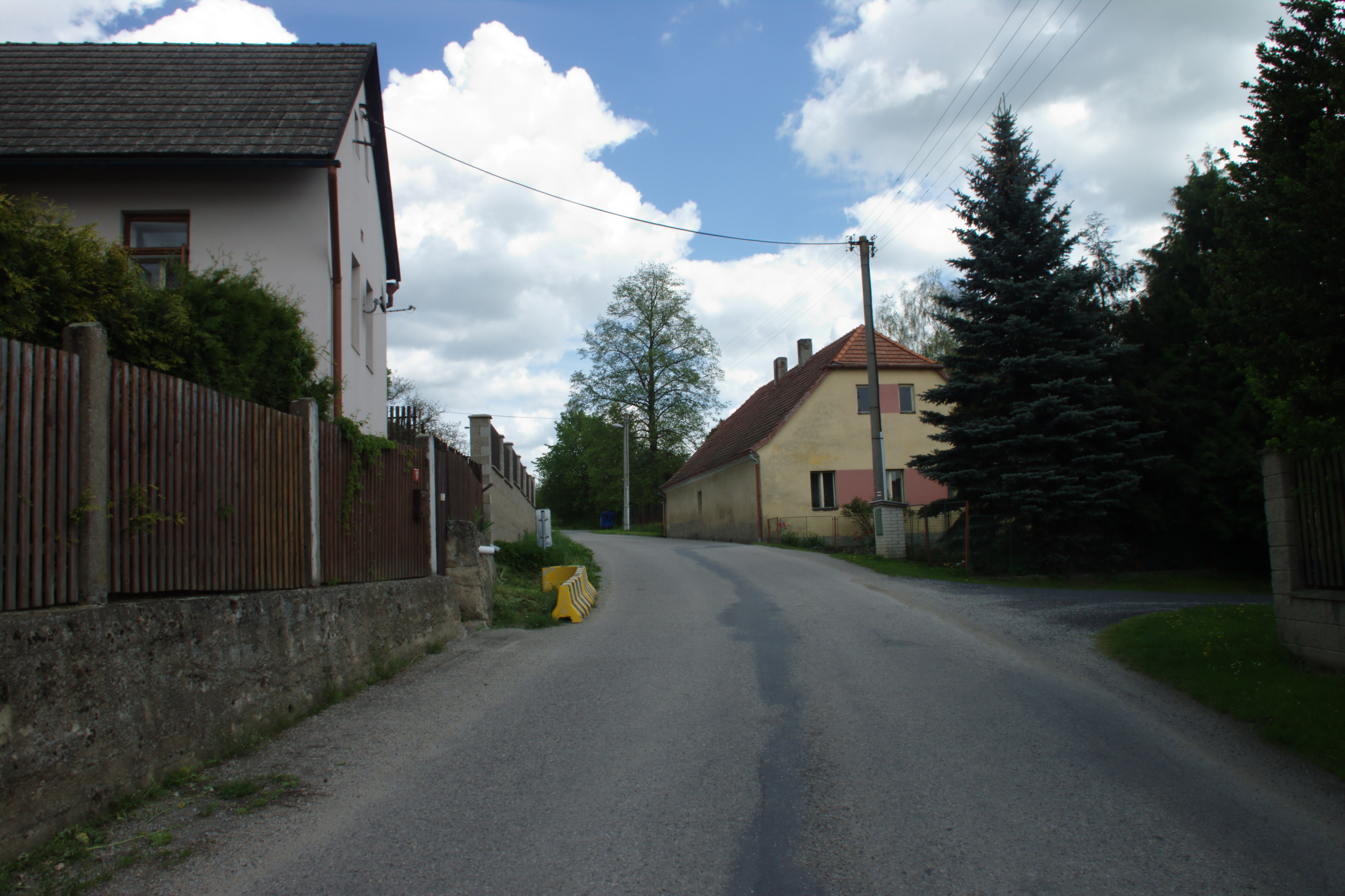
Weg door het dorp (2013)